# Cerro de Las Yeguas
El Cerro de Las Yeguas es un cono volcánico erosionado de la provincia de Almería. Pertenece al municipio de Níjar, a la que es también el pico más alto del municipio. Sus coordenadas son: 36.870615° -2.158005°. 